# Eilema cucullata
Eilema cucullata är en fjärilsart som beskrevs av Moore 1878. Eilema cucullata ingår i släktet Eilema och familjen björnspinnare. Inga underarter finns listade i Catalogue of Life.